# Компај Сегундо
Компај Сегундо (шп. Compay Segundo, 18. новембар 1907 — 13. јул 2003) је био кубански певач, композитор и гитариста.

## Дискографија
- 1942-1955
  - "Sentimiento guajiro"
  - "Cantando en el llano"
  - "Compay Segundo y Compay Primo"
  - "Mi son oriental"
  - "Los reyes del son"
  - "Los compadres"
- 1956-1995
  - "Balcón de Santiago"
  - "Balcón de Santiago - Reedición"
  - "Saludo, Compay"
- 1996-2002
  - "Cien años de son"
  - "Son del monte"
  - "Buena Vista Social Club"
  - "Antología" (1997)
  - "Lo mejor de la vida"
  - "Calle salud" (1999)
  - "Yo soy del norte"
  - "Antología" (2001)
  - "Las flores de la vida"
  - "Duets" (2002) Anthology of Compay Segundo's duos